# Wołomin (gmina)
Wołomin – gmina miejsko-wiejska w województwie mazowieckim, w powiecie wołomińskim. W latach 1975–1998 gmina położona była w województwie warszawskim.
Siedzibą gminy jest miasto Wołomin.
Na terenie gminy funkcjonuje 15 sołectw i 13 osiedli. Według danych z 31 grudnia 2011 gminę zamieszkiwały 50 102 osoby. Natomiast według danych z 31 grudnia 2019 roku gminę zamieszkiwały 51 884 osoby.

## Historia
Gmina Wołomin powstała w związku z reaktywowaniem gmin 1 stycznia 1973 Kobylak wszedł w skład nowo utworzonej gminy Wołomin. 1 czerwca 1975 gmina weszła w skład stołecznego województwa warszawskiego.
1 stycznia 1993 z gminy Wołomin wyłączono:
- wieś Kobylak, po czym:
  - 94,50 ha (część południową) włączono do Zielonki (z których utworzono zielonecką dzielnicę Kobylak),
  - 35,20 ha (część północną) włączono do Kobyłki (z których utworzono kobyłecką dzielnicę Kobylak);
- 132,40 ha ze wsi Turów, tworząc z tego obszaru osiedle Turów, administrowane wspólnie z kobyłeckim Kobylakiem.

31 lipca 2004 do gminy Wołomin włączono z gminy Poświętne obszar sołectwa Cięciwa stanowiącego część obszaru obrębu ewidencyjnego Ostrowik.

## Struktura powierzchni
W 2013 roku gmina Wołomin miała obszar 62 km², co stanowi blisko 6,5% powierzchni powiatu.

## Transport
Położone na terenie gminy trzy stacje kolejowe Wołomin - Wołomin Słoneczna - Zagościniec obsługiwane są przez Koleje Mazowieckie   liniami:
- R6 (ze stacji Warszawa Zachodnia)
- R60 (ze stacji Warszawa Wileńska)
- RE61 (ze stacji Warszawa Zachodnia)

Stacje kolejowe na terenie gminy są włączone w system taryfowy Zarządu Transportu Miejskiego w Warszawie. Oferta „Wspólny Bilet ZTM-KM-WKD” umożliwia podróżowanie na terenie aglomeracji warszawskiej wszystkimi środkami komunikacji publicznej na podstawie biletów ZTM.
Posiadając Kartę Mieszkańca “Wołomin Blisko” można korzystać z lini lokalnych na terenie gminy Wołomin bezpłatnie. 
- L27 – 11 Listopada 02 – Nowa 02
- L35 – Szpital Powiatowy 02 – Stare Grabie 01
- L36 – Szpital Powiatowy 02 – Lipinki 01
- L37 – Szpital Powiatowy 02 – Kościół 02
- L38 – Szpital Powiatowy 02 – Majdan 02
- L40 – PKP Wołomin 01 – CH Marki 02
- L44 – PKP Wołomin 01 – CH Marki 02
- N62 – Dw. Centralny 21 (Warszawa) – Os. Niepodległości 01 (Wołomin)

Komunikacja Powiatowa (bezpłatna) organizowana przez Starostwo Powiatowe w Wołominie: 
- Linia 5 – PKP Wołomin – Zabraniec – Poświętne
- Linia 6 – PKP Wołomin – Tłuszcz – Jadów
- Linia 7 – PKP Wołomin – Radzymin – Nowe Załubice (pętla autobusowa).

Linia autobusowa uruchomiona przez gminę Radzymin: 
- R8 – Radzymin (Głowackiego) – PKP Wołomin (Centrum Przesiadkowe)

## Demografia
Dane demograficzne z 30 grudnia 2011 r.:
| Opis      | Ogółem | Kobiety | Mężczyźni |
| --------- | ------ | ------- | --------- |
| jednostka | osoby  | osoby   | osoby     |
| populacja | 50 102 | 26 442  | 23 660    |

W mieście Wołomin mieszkają 36 684 osoby, na terenach wiejskich 13 418 osób. Gmina w 2013 r. była najgęściej zaludnioną gminą miejsko-wiejską – na jeden kilometr kwadratowy przypadało 835 osób.
Liczba mieszkańców w poszczególnych sołectwach:
Czarna – 927 osoby; Duczki – 3088; Helenów – 248; Mostówka – 188; Stare Grabie – 727; Nowe Grabie – 296; Lipinki – 1212; Cięciwa – 160; Stare Lipiny – 597; Nowe Lipiny – 1427; Majdan – 589; Leśniakowizna – 434; Ossów – 939; Turów – 263; Zagościniec – 2280.

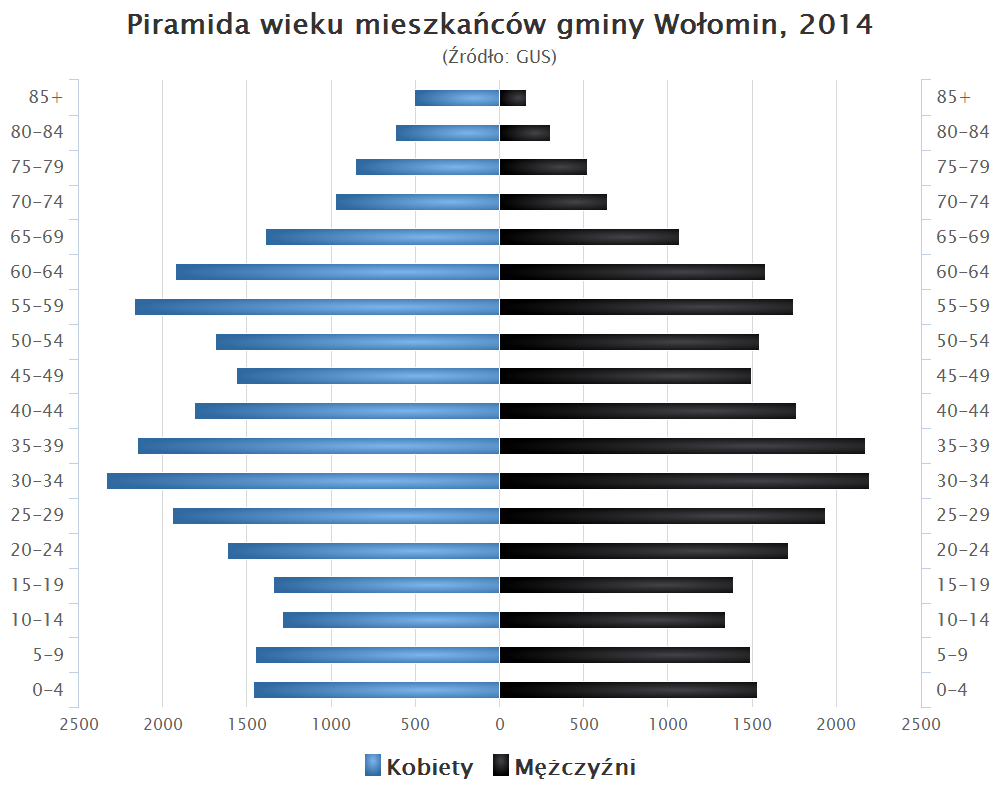
Piramida wieku mieszkańców gminy Wołomin w 2014 roku

## Atrakcje turystyczne
- Muzeum im. Zofii i Wacława Nałkowskich
- Rezerwat przyrody Grabicz
- Torfowiska Białe Błota
- Cmentarz Poległych w Bitwie Warszawskiej w Ossowie
- Muzeum Bitwy Warszawskiej 1920 roku w Ossowie
- Park Nałkowskich w Wołominie
- Neogotycki Kościół Rzymskokatolicki pw. Matki Bożej Częstochowskiej
- Dwór z 2. poł. XVIII w. w sołectwie Czarna
- Willa "Rochnówka" ( Dom pod Akacjami - z 1883 roku)  w Wołominie

## Sołectwa
Cięciwa, Czarna, Duczki, Helenów, Leśniakowizna, Lipinki, Majdan, Mostówka, Nowe Grabie, Nowe Lipiny, Ossów, Stare Grabie, Stare Lipiny, Turów, Zagościniec

## Sąsiednie gminy
Klembów, Kobyłka, Poświętne, Radzymin, Zielonka